# Solena amplexicaulis
Solena amplexicaulis är en gurkväxtart som först beskrevs av Jean-Baptiste de Lamarck, och fick sitt nu gällande namn av Gandhi in Saldanha och Nicolson. Solena amplexicaulis ingår i släktet Solena och familjen gurkväxter. Inga underarter finns listade i Catalogue of Life.

## Bildgalleri

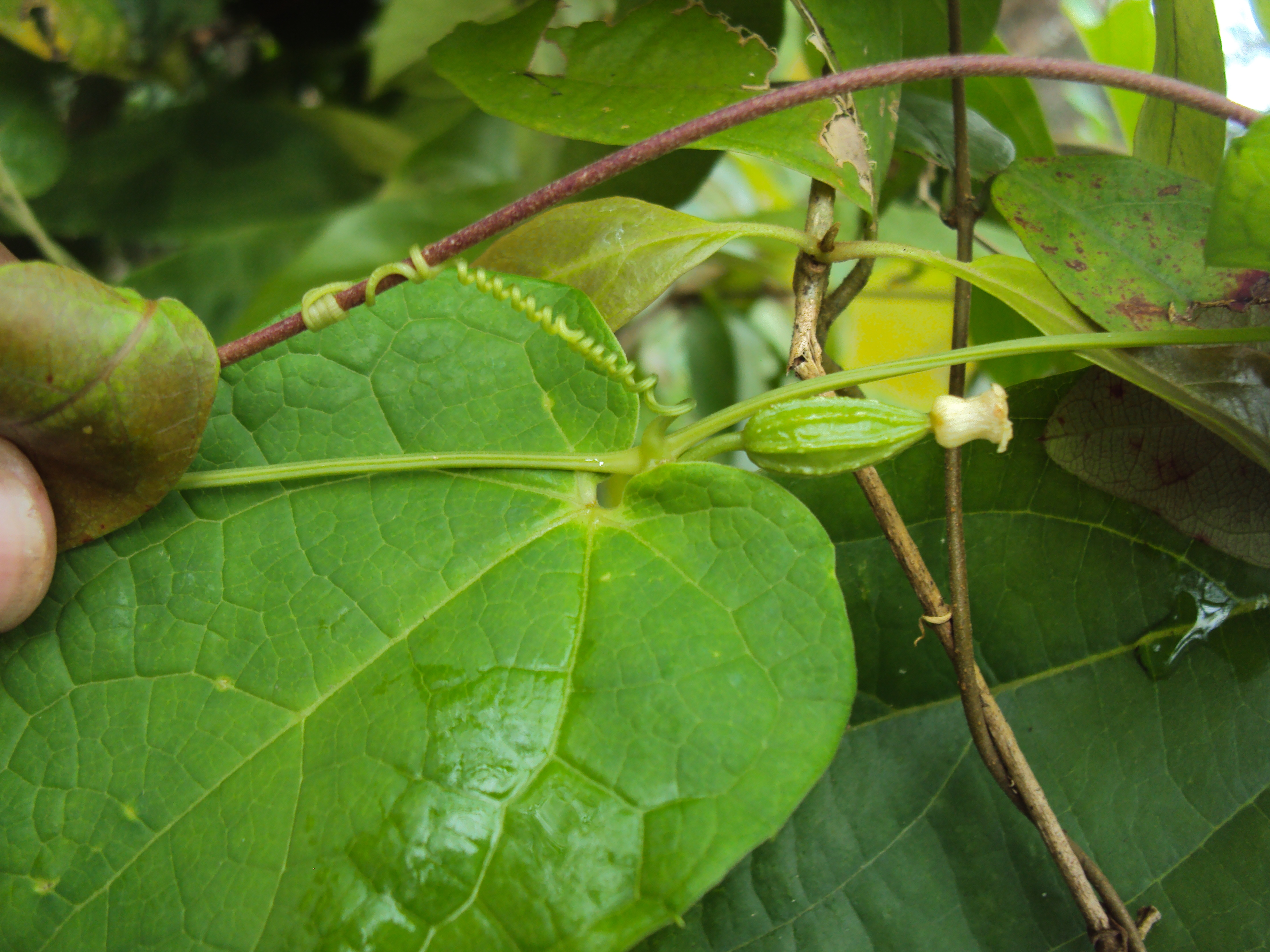
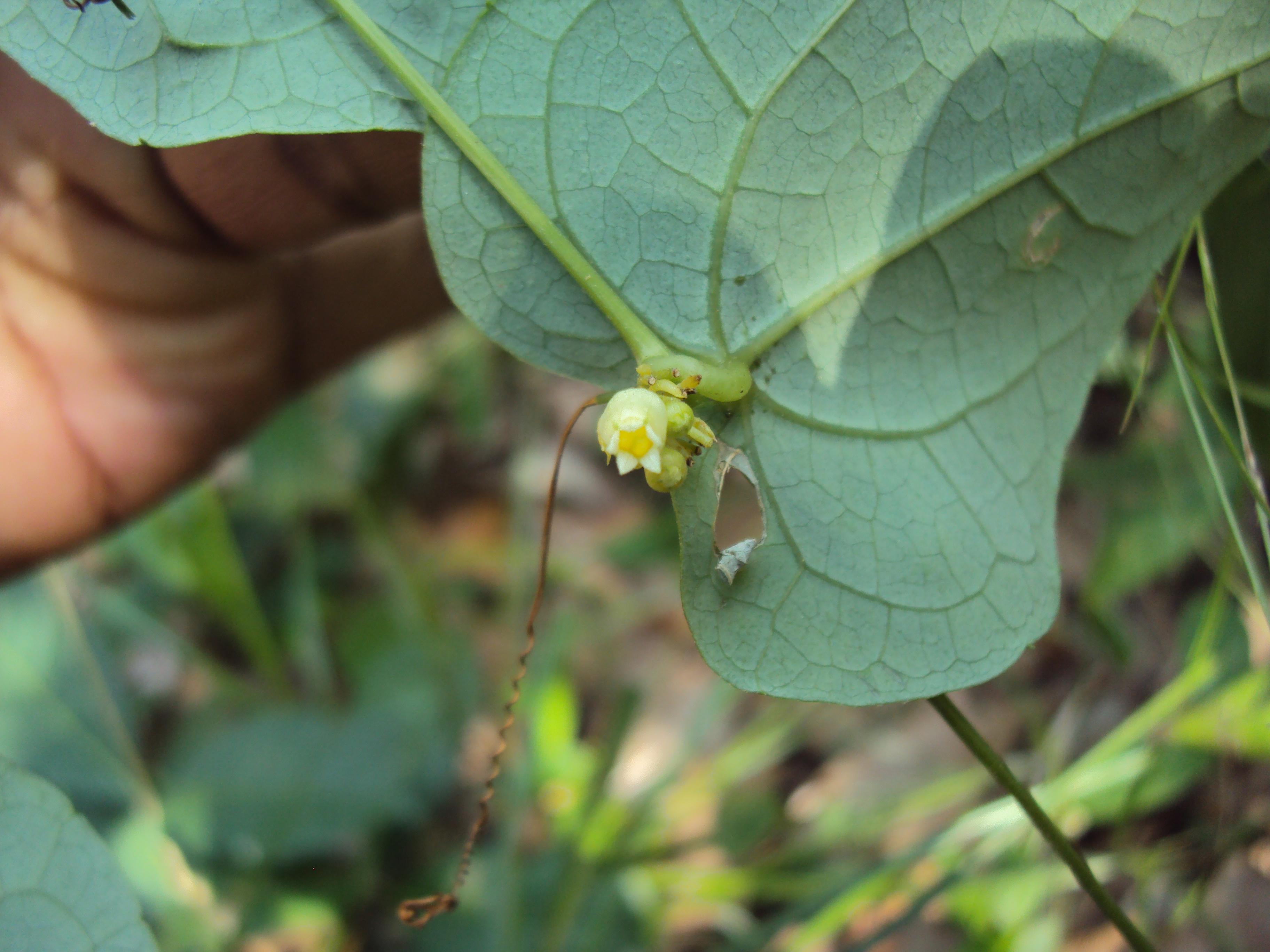
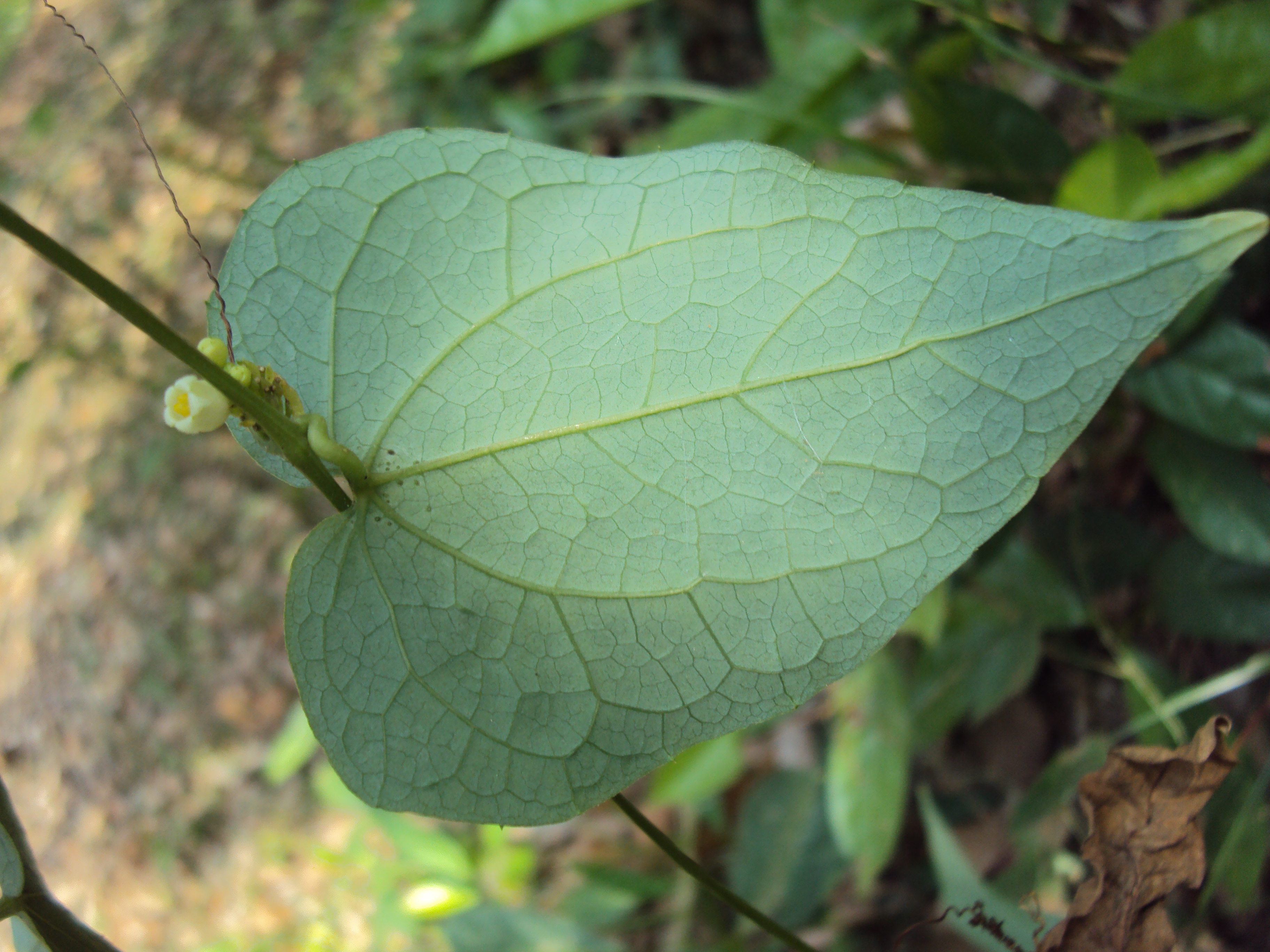
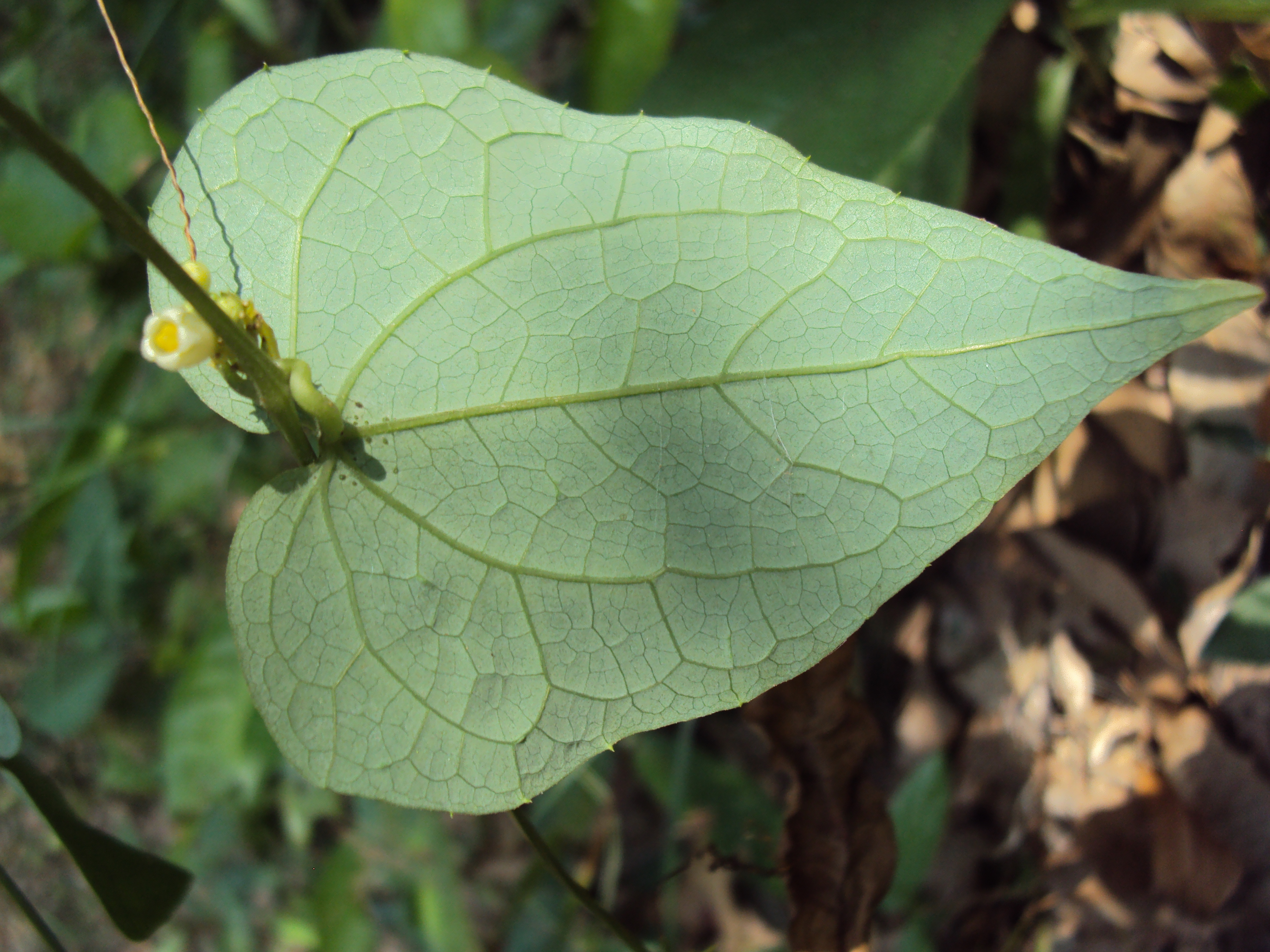
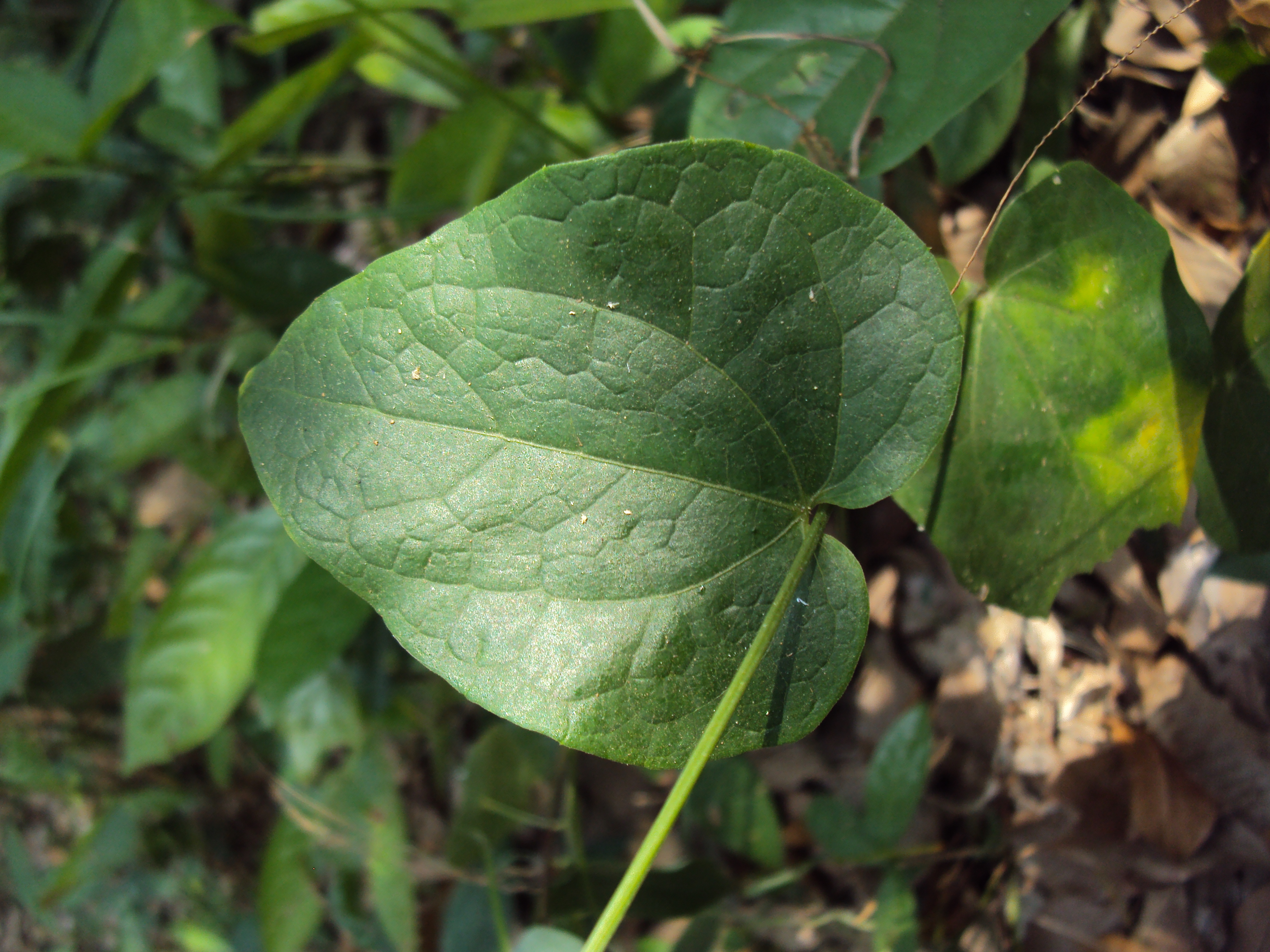